# The Conjuring 2
The Conjuring 2 is een Amerikaanse horrorfilm uit 2016 onder regie van James Wan en geschreven door Carey Hayes, Chad Hayes, Wan en David Leslie Johnson. De film is het vervolg op The Conjuring uit 2013 met Patrick Wilson en Vera Farmiga die de hoofdrollen vertolken als de paranormaal onderzoekers Ed en Lorraine Warren. Het verhaal is gebaseerd op paranormale getuigenissen van Ed en Lorraine Warren en de familie Hodgson uit Enfield in 1977.
De wereldpremière vond plaats in de TCL Chinese Theatre in Hollywood op 7 juni 2016. Tijdens de première waren onder andere de zussen Janet en Margaret Hodgson en Lorraine Warren aanwezig. Het is de derde film in de The Conjuring Universe.
In 2018 verscheen er een spin-off film onder de naam The Nun die gebaseerd is op de demonische non Valak uit deze film.

## Verhaal
De paranormale onderzoekers Ed en Lorraine Warren reizen in 1977 af naar Endfield in Londen om de alleenstaande moeder Peggy Hodgson en haar vier kinderen, Janet, Margaret, Billy en Johnny bij te staan, in het bijzonder haar dochter Janet die bezeten lijkt. Er bevinden zich ook allerlei paranormale dingen in het huis van de Hodgons.

## Rolverdeling
| - Vera Farmiga als Lorraine Warren - Patrick Wilson als Ed Warren - Frances O'Connor als Peggy Hodgson - Madison Wolfe als Janet Hodgson - Simon McBurney als Maurice Grosse - Franka Potente als Anita Gregory - Lauren Esposito als Margaret Hodgson - Patrick McAuley als Johnny Hodgson - Benjamin Haigh als Billy Hodgson | - Maria Doyle Kennedy als Peggy Nottingham - Simon Delaney als Vic Nottingham - Shannon Kook als Drew Thomas - Sterling Jerins als Judy Warren - Bob Adrian als Bill Wilkins - Abhi Sinha als Harry Whitmark - Robin Atkin Downes als de demoon (stem) - Bonnie Aarons als demonische non/Valak - Javier Botet als The Crooked Man |

## Achtergrondinformatie

### Productie
Voor de première van The Conjuring in juli 2013, was de productiemaatschappij New Line Cinema al bezig met ontwikkelingen voor een vervolg op de film.. De film heeft betrekking tot de paranormale gebeurtenissen in Enfield die plaatsvonden tussen 1977 en 1979. Ook wordt er in de film aandacht geschonken aan de meest populaire paranormale zaak waar Ed en Lorraine Warren betrokken bij waren, namelijk The Amityville Horror.

### Cast en crew
In juli 2013 werd bekend gemaakt dat Vera Farmiga en Patrick Wilson terugkeren als Ed en Lorraine Warren. Op 21 oktober 2014 werd bevestigd dat James Wan ook het vervolg zou regisseren. In september 2015 werden de laatste karakters bekend gemaakt.

### Filmopnames
Het opnemen van de film begon op 21 september 2015 in Los Angeles, Californië. Doordat er onverklaarbare dingen waren gebeurd bij het opnemen van het eerste deel, werd er een priester ingehuurd om de set te zegenen. Vervolgens werd de productie verplaatst naar Londen op 18 november 2015. Op 22 november vonden er opnames plaats op het station Marylebone. In totaal duurde de opnames vijftig dagen, waarvan veertig in Los Angeles en tien in Londen.

## Muziek
De filmmuziek voor The Conjuring 2 is geschreven door Joseph Bishara en werd op 3 juni 2016 uitgebracht door WaterTower Music.

## Distributie

### Marketing
In december 2015 werd de eerste foto van de film naar buiten gebracht door Entertainment Weekly. Op 6 januari 2016 heeft regisseur James Wan een teaser geplaatst op zijn social media-accounts waarin stond dat de trailer van de film één dag later geüpload zou worden. In de weken naar de première, waren er diverse commercials op de televisie te zien. Twee weken voor de première, kregen fans de kans om een virtual reality tour te maken van het huis in Enfield.

### Bioscooprelease
The Conjuring 2 stond in eerste instantie gepland op 23 oktober 2015. Echter, werd de release van de film verplaatst in 2014 naar een toen nog onbekende datum in 2016. In november 2014 werd bekendgemaakt dat de film in de Verenigde Staten op 10 juni 2016 uitgebracht zou worden, één dag later dan de Nederlandse release.